# Вогулка (приток Северной Сосьвы)
Вогу́лка — река в Ханты-Мансийского автономного округа России, левый приток Северной Сосьвы.
Протекает в северо-восточном направлении по территории Берёзовского района. Длина — 256 км (с учётом длины устьевого отрезка — протоки Вогулка), площадь водосборного бассейна — 6550 км². Впадает в Северную Сосьву в 3 км от её устья по левому берегу. На реке расположен районный центр — посёлок городского типа Берёзово.

## Притоки
(расстояние от устья)
- 3 км: Лейвгортъёган (лв)
- 50 км: Бобровка
- 62 км: река без названия
- 67 км: Ванька-Ёган (лв)
- 94 км: Ай-Порхаюган
- 107 км: Щусьсоим
- 117 км: Хуръёган
- 122 км: Шоганъёган (лв)
- 129 км: Ун-Юхль
- 130 км: Люпъюган
- 139 км: Сорнимъюхль
- 145 км: Ун-Ампъюган (пр)
- 150 км: Вуткурръюхль
- 155 км: Сэсэнгъюхль
- 167 км: Рытьюган (лв)
- 171 км: Ун-Вусъюган
- 174 км: река без названия
- 201 км: Харсоим
- 214 км: река без названия
- 216 км: Кусынья
- 228 км: Мань-Волья

## Данные водного реестра
По данным государственного водного реестра России относится к Нижнеобскому бассейновому округу, водохозяйственный участок реки — Северная Сосьва, речной подбассейн реки — Северная Сосьва. Речной бассейн реки — (Нижняя) Обь от впадения Иртыша.